# Stand Up (EP)
Stand Up là EP tiếng Hàn thứ ba của ban nhạc nam Hàn Quốc Big Bang, phát hành bởi hãng thu âm YG Entertainment. EP bán ra trên 166.000 bản và sở hữu bản hit "Day by Day" (tiếng Hàn Quốc: 하루하루; Romaja: Haru Haru), bài hát tiếp nối thành công của các đĩa đơn số một trước đó của Big Bang, "Lies" và "Last Farewell". "Day by Day" cũng trở thành một trong những đĩa đơn thành công nhất mọi thời đại tại Hàn Quốc khi đạt lượng tải trực tuyến lên tới 4.972.770.

## Danh sách bài hát
| STT              | Nhan đề                                 | Phổ lời          | Phổ nhạc               | Hòa âm           | Thời lượng |
| ---------------- | --------------------------------------- | ---------------- | ---------------------- | ---------------- | ---------- |
| 1.               | "Intro (Stand Up)"                      | G-Dragon         | G-Dragon, Teddy, Kush  | Teddy, Kush      | 1:35       |
| 2.               | "Day by Day" (하루하루; Haru Haru)      | G-Dragon         | G-Dragon, Daishi Dance | Daishi Dance     | 4:15       |
| 3.               | "Heaven" (천국; Cheonguk)               | G-Dragon         | G-Dragon, Daishi Dance | Daishi Dance     | 4:06       |
| 4.               | "A Good Man" (착한 사람; Chaghan Salam) | T.O.P            | T.O.P, Kush            | Kush             | 3:23       |
| 5.               | "Lady"                                  | G-Dragon         | G-Dragon, Teddy        | Teddy            | 3:19       |
| 6.               | "Oh My Friend (hợp tác với No Brain)"   | G-Dragon         | G-Dragon, No Brain     | No Brain         | 3:31       |
| Tổng thời lượng: | Tổng thời lượng:                        | Tổng thời lượng: | Tổng thời lượng:       | Tổng thời lượng: | 20:09      |

## Danh sách nhân sự
- Ahn Deok Geun – Quản lý nghệ sĩ
- Bang Mi Ran – Bộ phận quan hệ với người hâm mộ
- Choi "T.O.P" Seung Hyun – Nhà đồng sản xuất và nhà sản xuất thu âm
- Tom Coyne – Mastering
- Hong Jang Hyun – Người chụp ảnh
- Hwang Mi Hyun – Marketing và quảng bá nghệ sĩ
- Ji Eun – Người trang điểm và tạo mẫu
- Jang Min young – Bộ phận quan hệ với người hâm mộ
- Jang Sung Eun – Bìa đĩa và thiết kế
- Jung Hye Young – Bộ phận quan hệ với người hâm mộ
- Kang Sun Young – Quảng bá nghệ sĩ và marketing
- Kim Bo Hyun – artist promotion and marketing
- Kim "Kush" Byung Hoon – Nhà đồng sản xuất và nhà sản xuất thu âm
- Kim Chang Kyum – Kĩ sư thu âm
- Kim Ji Hee – Bộ phận quan hệ với người hâm mộ
- Kim Jung Geun – Quản lý nghệ sĩ
- Kim Nam-guk – Quản lý nghệ sĩ
- Kim Tae-hyun – Tạo mẫu tóc
- Kwon "G-Dragon" Ji Yong – Nhà đồng sản xuất và nhà sản xuất thu âm
- Lee Byung Young – Quản lý nghệ sĩ
- Lee Gyeong Jun – Kĩ sư thu âm
- Lee Kang Hyun – Giám đốc nghệ thuật
- Oh Young Taek – Kĩ sư thu âm
- Park "Teddy" Hong Jun – Nhà đồng sản xuất và nhà sản xuất thu âm
- Park Jae Jun – Quản lý nghệ sĩ
- Park Song Mi – Bộ phận quan hệ với người hâm mộ
- Jason Robert – Kĩ sư trộn âm
- Today Art – In ấn
- Yang Eun Jin – Bìa đĩa và thiết kế
- Yang Hyun Suk – Giám đốc sản xuất, kĩ sư trộn âm và nhà sản xuất
- Yang Min-Suk – Giám sát điều hành